# Cheilotrichia (Empeda) crassicrus
Cheilotrichia (Empeda) crassicrus is een tweevleugelige uit de familie steltmuggen (Limoniidae). De soort komt voor in het Australaziatisch gebied.